# Площадь Свободы (Владикавказ)
Площадь Свободы — площадь в центре Владикавказа, самая крупная площадь в Республике Северная Осетия, Россия. Располагается в Иристонском муниципальном округе. Одно из значимых пространств, на котором регулярно проходят различные городские и республиканские мероприятия. 
От площади Свободы на юг начинаются улицы Чермена Баева и Гаппо Баева, на восток — улицы Мордовцева и Церетели, на север — проспект Мира. С запада к площади примыкает Соляный переулок.

## История
Площадь образовалась в 30-е годы XIX века. Первоначальное название Михайловская площадь, в честь Великого князя Михаила Николаевича. В конце XIX века был установлен памятный знак в честь посещения города Александра Пушкина.
В 1904 году через площадь была проложена трамвайная линия.
В 1917 году Михайловская площадь получила наименование площадь Свободы.
В 1949 году был установлен памятник Серго Орджоникидзе (скульптор Леопольд-Август Дитрих, архитектор — П. Данчич), который был снесён 31 августа 1990 года.
В 1966 году рядом с этим памятником первая женщина-космонавт Земли Валентина Терешкова посадила красный дуб.
В октябре 1981 года на площади проходили митинги во время беспорядков, вызванных конфликтом между осетинами и ингушами.
В 1990 году был снесён памятник Серго Орджоникидзе, который находился напротив входа в здание Парламента Северной Осетии.
Летом — осенью 1992 года проходили постоянные митинги для организации мобилизации мужского населения в во время осетинско-ингушского конфликта. После 1993 года периодически проводились косметические ремонты.
В 2010 году массовый митинг народа против бездействия МВД республики, с участием министра МВД.
Осенью 2018 году несколько раз проходили акции протеста с требованиями закрыть завод Электроцинк.
Зимой 2019 — летом 2020 года производилось обновление плиточного покрытия площади.
20 апреля 2020 года тысячи людей сорвали режим самоизоляции, введённый в Северной Осетии для борьбы с коронавирусной инфекцией COVID-19, и вышли на митинг на площадь Свободы. На акции было задержано 69 человек, арестовано — 14 человек.
С августа по декабрь 2021 года на месте бывшего кинотеатра «Октябрь» производились строительные работы по обустройству нового сквера. Ранее на этом месте предполагалось построить Музыкально-культурный центр Валерия Гергиева по проекту архитектора Нормана Фостера, потом здесь размещалась незаконная парковка.
30 апреля 2023 года состоялся торжественный «Концерт-Открытие Дома Евгения Вахтангова» c участием артистов театра имени Вахтангова. На концерт под названием «Вахтангов. Путь домой» участвовало около трёхсот артистов и друзей театра. На концерте присутствовало около шести тысяч зрителей.
13 июля 2024 года на площади открылся первый в истории Северного Кавказа театральный фестиваль «Вахтангов. Путь домой».

## Объекты
Здания и учреждения
- Здание Орджоникидзевского военного училища пограничных и внутренних войск НКВД — главный вход здания выходит на площадь Свободы.
- 1 — Дом правительства РСО-Алания[14] — бывший Дом Советов, в котором располагался Северо-Осетинский обком КПСС. Здание построено в 1938 году по проекту архитекторов Петухова и Симонова на месте бывшего Пушкинского сквера[15]. Памятник культурного наследия России (№ 1530351000).
- 5 — Здание Арбитражного суда[16] — построено во второй половине XIX века, принадлежало Владикавказскому управлению почтово-телеграфного округа. В 1960-х годах здание подверглось кардинальной реконструкции. На месте бывшего здания почтового ведомства, по проекту архитектора Геворга Чкнаворяна построен «Дом проектных и строительных организаций»[17]. В настоящее время в здании также располагается Министерство топлива, энергетики и ЖКХ РСО-Алания[18].
- Здание Городской Думы (Дворец Штейнгеля), разрушенное в феврале 1919 года во время Гражданской войны. В настоящее время на этом месте располагается здание Училища МВД[19].

Снесённые здания
- 10 — Киноконцертный зал «Октябрь» — здание построено в 1967 году на месте здания пожарной команды, снесено в 2012 году. На месте бывшего кинотеатра планировалось строительство Северо-Кавказского музыкально-культурного центра имени В. А. Гергиева[20].
- Здание управления почтово-телеграфного округа, разрушенное во время строительства современного Дома юстиции. От этого здания до нашего времени сохранились две аутентичные стены, одна из которых находится на правой стороне здания дома Юстиции и другая — на территории кафе «Кинохаус»[21][22].
- Здание Городской Думы (Дворец Штейнгеля), разрушенное в 1919 году во время Гражданской войны. В настоящее время на этом месте располагается здание Училища МВД[19].

Памятники
- Памятник Г. К. Орджоникидзе — установлен перед Домом Советов и торжественно открыт 28 апреля 1949 года. Авторы памятника: скульптор А. А. Дитрих, архитектор П. А. Данчич. Памятник демонтирован 31 августа 1990 года по решению Владикавказского Горисполкома. На месте снесенного памятника позже был установлен мини-фонтан «Черный шар». В настоящее время фонтан демонтирован.
- Мемориальная доска о пребывании поэта А. С. Пушкина во Владикавказе — установлена на фасаде здания Арбитражного суда.

## Транспорт
Трамвай № 1, 2, 4, 5, 7, 8, 9, 10, остановка «Площадь Свободы».

## Галерея
Несохранившиеся объекты

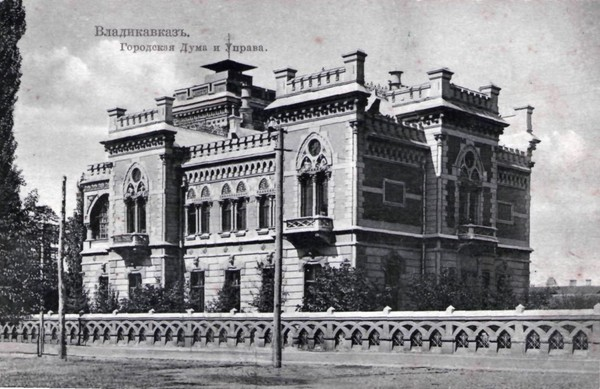
Здание Городской Думы (Дворец Штейнгеля). На его месте сегодня находится училище МВД
Памятник Серго Орджоникидзе
Кинотеатр "Октябрь". Вид со стороны бульвара.
Несохранившийся объект культурного наследия "Постамент в честь пребывания поэта Александра Пушкина во Владикавказе". Находился в сквере, который предположительно располагался в южной части площади до строительства кинотеатра "Октябрь"[23]

Другие объекты

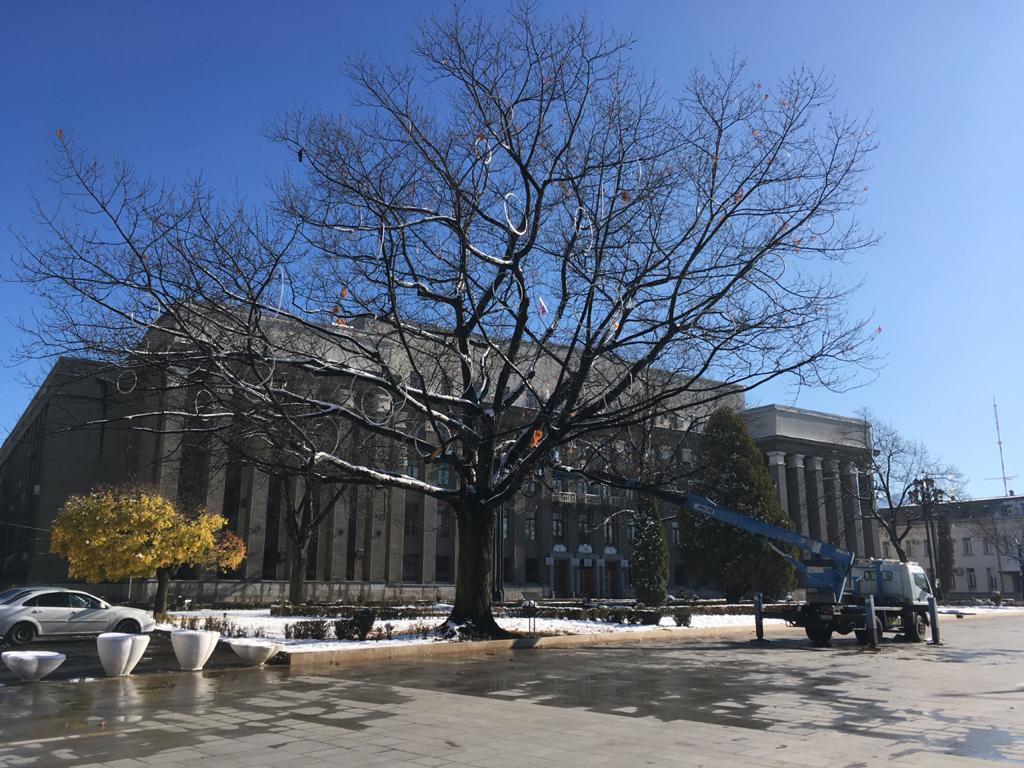
Красный дуб, посаженный космонавтом Валентиной Терешковой во время её посещения Орджоникидзе в 1966 году
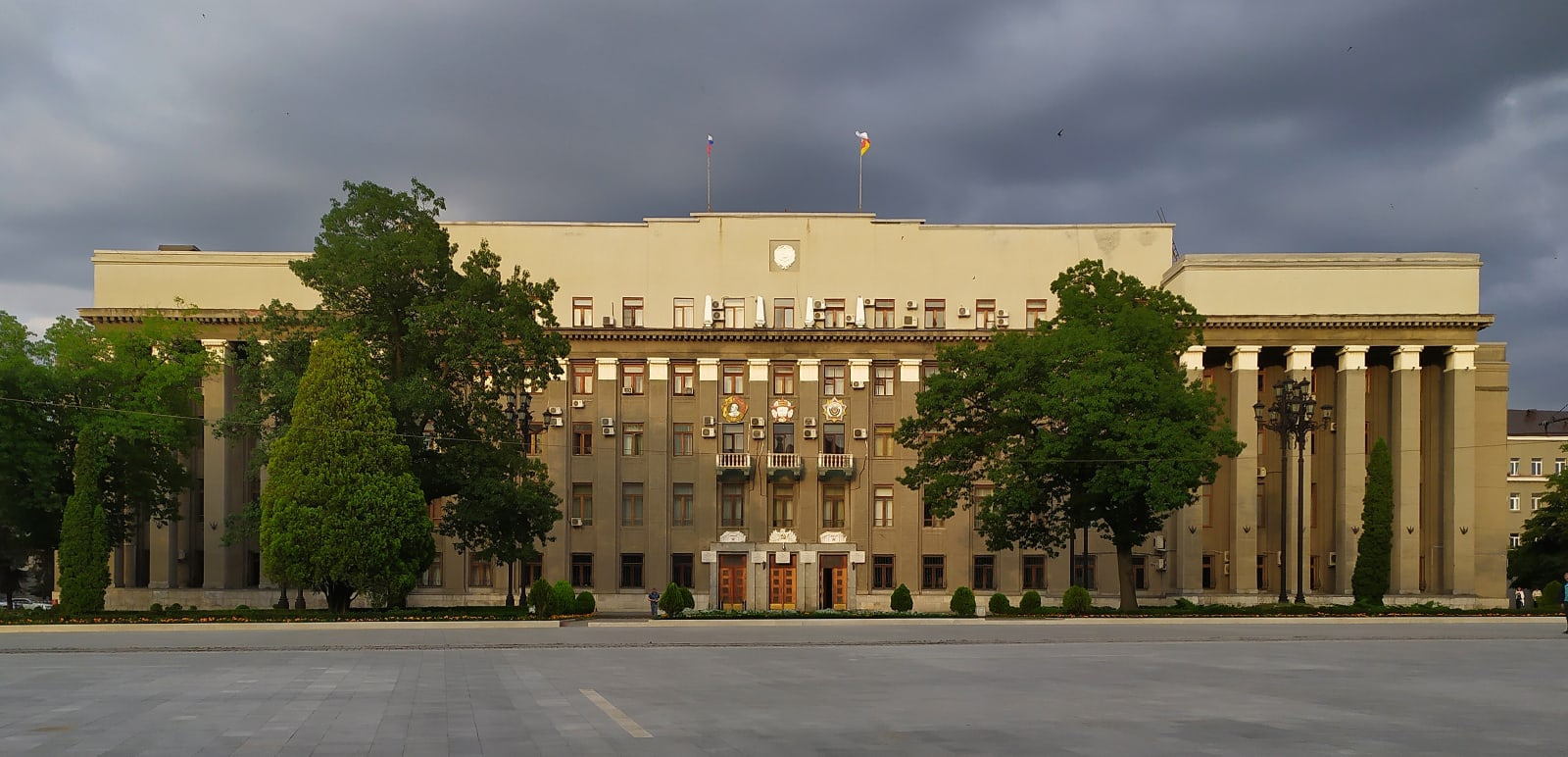
Здание Парламента Северной Осетии
Мемориальная доска Александру Пушкину на здании Арбитражного суда. Автор: скульптор Михаил Дзбоев. Установлена 30.05.1982 года[25].